# Avenida Bernardo Sayão (Goiânia)
A Avenida Bernardo Sayão é a principal avenida do bairro Centro Oeste, situado em Goiânia, capital brasileira do estado de Goiás. É uma das principais avenidas de polo comercial da região oeste, além de haver um cruzamento importante com a Avenida Leste-Oeste.
Atualmente, o sistema de transporte coletivo que está presente na avenida é gerida pela RMTC, com ônibus que vem da região norte, região central e oeste.

## Comércio
Por causa do grande aumento do comércio da Rua 44 na região central de Goiânia, a Avenida Bernardo Sayão tem perdido grande parte de seu público-alvo, porém a Prefeitura de Goiânia planeja, fazer mudanças na avenida, facilitando as compras.

Porém, de acordo com os comerciantes, não existe rivalidade entre os comerciantes da 44 e da Bernardo Sayão, e que o público que visita as lojas da Rua 44 é bem diferente dos que visitam na Avenida Bernardo Sayão, salientando que a queda nas vendas da lojas na avenida, é exclusivamente por causa da crise econômica.